# Manuel García de la Huerta Pérez
Manuel García de la Huerta Pérez (Santiago, 1837-ibíd., 9 de junio de 1889) fue un abogado y político chileno. Ejerció como diputado y senador, fue presidente de la Cámara de Diputados entre 1881 y 1882, y fue ministro de Estado en los gobiernos de Aníbal Pinto y José Manuel Balmaceda.

## Biografía
Hijo de Pedro García de la Huerta Saravia y de Perpetua Pérez Mascayano, hermana del expresidente de la República, José Joaquín Pérez.
Estudió en el Instituto Nacional y luego Derecho en la Universidad de Chile, jurando como abogado el 6 de mayo de 1861. Ejerció su profesión en Santiago.
Se casó con Ceferina Izquierdo Urmeneta y tuvieron tres hijos, Manuel, Pedro y Carlos. Hacia 1885 el matrimonio construyó una residencia en calle Catedral, en el centro de Santiago, que es conocida como Palacio García de la Huerta Izquierdo, y que fue posteriormente heredada por su hijo Pedro. Asimismo fue heredero por parte de su madre de la Hacienda San Nicolás de Tango, ubicada en el sector de Chena, actualmente comuna de San Bernardo. Las casas de la Hacienda fueron declaradas Monumento Histórico en 2018.

## Carrera política
Desde muy joven integró las filas del Partido Liberal.
Fue elegido diputado propietario por Quinchao, por el período 1864-1867. Fue reelecto diputado propietario, ahora por Santiago, por el período 1876-1879. Durante esa legislatura fue primer vicepresidente de la Cámara de Diputados, entre el 17 de noviembre de 1876 y el 6 de noviembre de 1877.
Fue nombrado ministro de Guerra y Marina el 27 de octubre de 1877, durante el gobierno de Aníbal Pinto; desempeñó el cargo hasta el 5 de agosto de 1878. Más adelante, durante este mismo gobierno, fue nombrado ministro de Justicia, Culto e Instrucción Pública, cargo que desempeñó desde el 16 de junio de 1880 hasta el 2 de febrero de 1881, con algunos intervalos en que fue reemplazado. Paralelamente, fue ministro subrogante de Guerra y Marina, el 16 de junio de 1880 hasta el 13 de abril de 1881, también con breves intervalos.
Paralelamente fue elegido diputado propietario, esta vez por Angol, por el período 1879-1882. Fue presidente de la Cámara, entre el 19 de noviembre de 1881 y el 29 de mayo de 1882. Ese mismo año fue nombrado consejero de Estado.
Fue elegido senador propietario por Santiago, por el período 1882-1888. Integró la Comisión Permanente de Gobierno y Relaciones Exteriores y la de Guerra y Marina, y fue miembro de la Comisión Conservadora para el receso 1885-1886. Paralelamente fue nombrado ministro de Guerra y Marina por el gobierno del presidente José Manuel Balmaceda, cargo que sirvió desde el 28 de junio de 1887 hasta el 12 de abril de 1888.
Fue reelecto senador propietario por Santiago, por el período 1888-1894. Integró la Comisión Permanente de Gobierno y Relaciones Exteriores. Miembro de la Comisión Conservadora para el receso 1888-1889. Sin embargo, no alcanzó a completar su período senatorial, pues falleció en Santiago, el 9 de junio de 1889.